# Johannes Kromayer (Theologe)

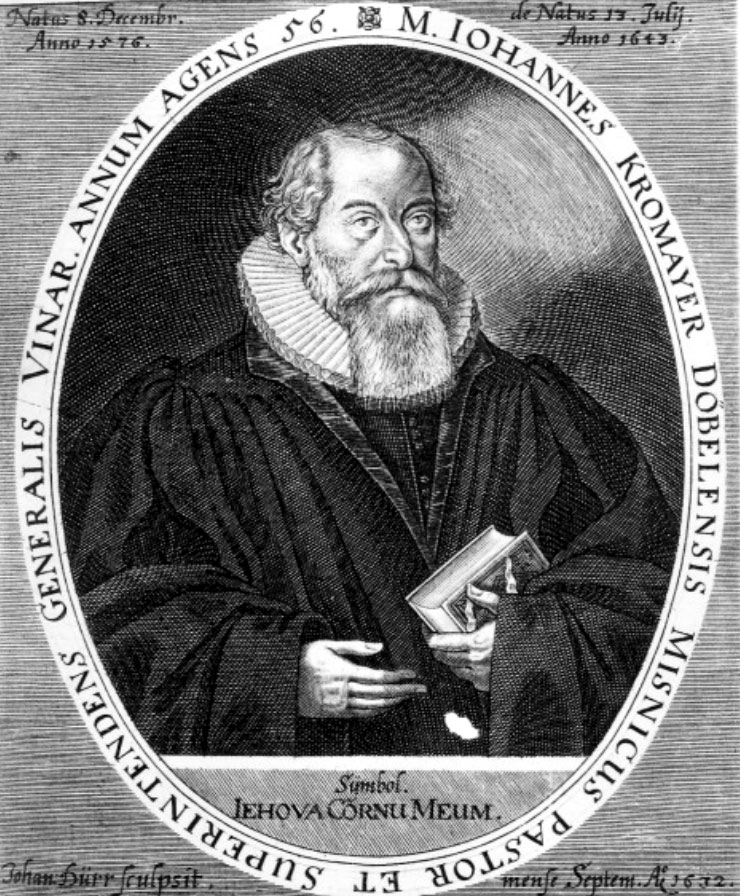
Johannes Kromayer

Johannes Kromayer (* 8. Dezember 1576 in Döbeln; † 13. Juli 1643 in Weimar) war ein deutscher lutherischer Geistlicher, Schulreformator Thüringens und Grammatiker im Zeitalter der lutherischen Orthodoxie.

## Leben
Johannes war ein Sohn des aus Schlesien stammenden Beutlers und Kürschners Hieronymus Kromayer und dessen Frau Katharina Rentsch. Er war ein Bruder des Superintendenten von Plauen Hieronymus Kromeyer der Ältere (1572–1613) und des Oberpfarrers der Kaufmannskirche in Erfurt Augustin Kromayer, der zuvor von 1608 bis 1624 als Lehrer und Prediger in Österreich (z. B. in Grieskirchen und Gallspach) tätig war. Seine Schulausbildung erhielt er in Bautzen, Stralsund, Butzbach und ab 1593 an der kurfürstlich sächsischen Landesschule Pforta. Ab 1597 studierte er an der Universität Leipzig, wo er 1600 den akademischen Grad eines Magisters der philosophischen Wissenschaften erwarb. Bereits 1599 wurde er Diakon und 1608 Oberpfarrer an der St.-Petri-und-Pauli-Kirche in Eisleben. 1613 wurde er Hofprediger und Konsistorialassessor in Weimar. Kromayer bemühte sich besonders um die Entwicklung des Schulwesens. Er wurde Vizesuperintendent in Weimar und 1627 Generalsuperintendent. Letzteres Amt hatte er bis zu seinem Lebensende inne.
Kromayer war zwei Mal verheiratet. Seine erste Ehe schloss er am 15. August 1603 in Eisleben mit Justine Wagner (* 28. April 1584 in Leipzig; † 2. Dezember 1610 in Eisleben, Tochter des Advokaten in Leipzig und Eisleben Georg Wagner). Seine zweite Ehe ging er am 7. Juni 1612 in Helmstedt mit Eva Schöpfer (* 17. Dezember 1594 in Helmstedt; † 14. Januar 1645 in Weimar), Tochter des Helmstedter Schöppen Nickel Schöpfer, ein.

## Werke (Auswahl)
- Harmoniam Evangelistarum. Jena 1629
- Examen libri Christianae Concordiae. 1603, Weimar 1620, Leipzig 1657
- Bett- und Beicht-Büchlein. Weimar 1619, Straßburg 1631, 164
- Valet und Anzugspredigt mit beygefügten Articeln, so in der neuen Investur dem Pfarr-Herrn und der Gemeine vorgehalten worden, sammt seiner darauf gethanen Erklärung und Antwort. Leipzig
- Spruch Büchlein über die Evangelia und Episteln des ganzen Jahres. Erfurt 1620
- Bericht von dem neuen Methodo, wie es im Weimarischen Fürstenthume mit Unterweisung der Jugend gehalten werden soll. Weimar 1619 (Online)
- Concordien Büchlein, Deutsch. Weimar 1625 (Online)
- Compendium Grammatiae Hebr.. Jena 1626
- Deutsche Grammatica, Zum newen Methodo, der Jugend zum besten, zugerichtet. Für die Weymarische Schuel, Auff sonderbaren Fürstl. Hn. Befehl. Weimar 1618 (bei books.google)
- Loci Communes Theologici. Deutsch: Das ist Artikel der Christlichen Religion, In gewisse Schlüsse oder Sätze gefasset, und mit Sprüchen und Texten der heiligen Schrifft bewehret. Weimar 1631 (Online)
- Der Jugend in den Schulen zum besten, auch sonst menniglich. Weimar 1631 (Online)